# María Cecilia Botero
María Cecilia Botero Cadavid (Medellín, 13 maggio 1955) è un'attrice colombiana, considerata una delle attrici più importanti della Colombia, con partecipazioni in televisione, teatro e cinema, a livello nazionale e internazionale.

## Biografia

### Primi anni
Botero aveva studiato antropologia molto prima di dedicarsi alla recitazione televisiva. È la figlia dell'attore, librettista e regista Jaime Botero Gómez e nipote dell'attrice Dora Cadavid.
Ha iniziato la sua carriera artistica con El Fantasma de Canterville, nel 1971, insieme agli attori Carlos Benjumea, Maruja Toro, Enrique Pontón e Franky Linero. Ha sostituito Mariela Hijuelos, morta durante la registrazione di La Vorágine (1975). Era Manuela Sáenz nella serie Bolívar, el hombre de las dificultades, nel 1981. Ha interpretato il ruolo di María Cándida in La Pezuña del Diablo (1983), Yadira La Ardiente in Caballo viejo (1988) e Sándalo Daza in Música maestro (1990).
Anche i suoi fratelli Óscar Botero e Ana Cristina Botero sono attori.

### Successo professionale
Botero ha debuttato come attrice cinematografica nel 1972, quando ha partecipato al film María, con Fernando Allende. Da allora, è diventata una delle figure più amate dell'intrattenimento colombiano.
Dopo la sua partecipazione a El Fantasma de Canterville, María Cecilia ha partecipato a Lunes de Comedia, Caminos de Gloria, Lejos del Nido, Los Novios, La Rosa de los Vientos, Dos Mujeres e A.M.A la Academia, solo per citare alcune produzioni.
Parallelamente alla sua carriera di attrice, María Cecilia ha prodotto e recitato in diverse commedie musicali dirette dal marito, l'argentino David Stivel (con il quale si è sposata nel 1982), ora deceduto. Il suo sogno di rendere popolare il teatro musicale in Colombia, l'ha portata a esibirsi in produzioni importanti come Peter Pan, Sugar e La Mujer del Año.
María Cecilia, artista poliedrica, si è distinta anche come presentatrice di Noticiero CM& e Noticiero de las 7, nonché ospite dei talk show María C. Contigo e Las Tardes de María C (1998-2001).
Nel 2005 è stata invitata a far parte della telenovela Lorena, una produzione RCN Television, dove ha interpretato il suo primo ruolo da antagonista, dando vita alla malvagia Rufina de Ferrero. Per questa performance, ha cambiato radicalmente il suo look e ha mostrato la sua grande capacità di recitazione.
María Cecilia non ha trascurato la sua vocazione di insegnante e dirige la Academia Charlot, la scuola di recitazione creata da suo padre, Jaime Botero. Con diversi decenni di esperienza nella formazione artistica, Charlot è una delle migliori scuole di recitazione dell'America Latina.
Allo stesso modo, ha presentato il programma Día a Día sul canale Caracol Televisión, insieme a Catalina Gómez e Agmeth Escaf.

### FilmEncanto
Nel 2021, ha partecipato alle voci spagnole di nonna Alma nel film Disney Encanto, insieme ad attori come John Leguizamo, Angie Cepeda, Carolina Gaitán, tra gli altri.

## Filmografia

### Televisione

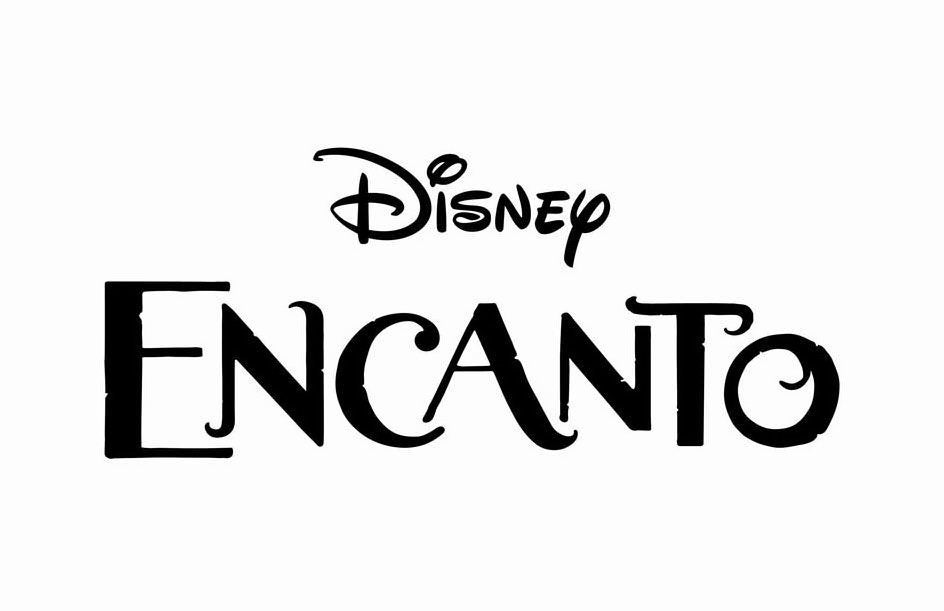
Nel 2021, Botero ha partecipato al film Disney Encanto, con la voce spagnola di nonna Alma.

| Anno      | Titolo                                 | Personaggio                            |
| --------- | -------------------------------------- | -------------------------------------- |
| 2020      | La venganza de Analía                  | Eugenia Márquez de la Torre            |
| 2019-2021 | Enfermeras                             | Beatriz Ramírez                        |
| 2019      | La cuadra                              | Lei stessa                             |
| 2018      | La ley secreta                         | Bertha                                 |
| 2016-2017 | Hilos de sangre azul                   | Sonia Díaz                             |
| 2015-2016 | Las hermanitas Calle                   | Isabel                                 |
| 2014      | La suegra                              | Beatriz Eugenia Espitia                |
| 2013      | La hipocondríaca                       | Maruja Maldonado de Pulido             |
| 2011      | La bruja                               | Carmen Escobar                         |
| 2010      | Secretos de familia                    | Mercedes Romero (vedova) de San Miguel |
| 2008-2009 | Muñoz vale x 2                         | Victoria de Castellanos                |
| 2007-2008 | Nuevo rico, nuevo pobre                | Antonia de Ferreira                    |
| 2005      | Lorena                                 | Rufina De Brigard de Ferrero           |
| 2003      | A.M.A. La Academia                     | Victoria Giraldo                       |
| 1997      | Dos mujeres                            | Laura Blanco de Urdaneta               |
| 1990-1991 | Música maestro                         | Soledad "Sándalo Daza"                 |
| 1989      | La rosa de los vientos                 | Rosario                                |
| 1988      | Caballo viejo                          | Yadira la ardiente                     |
| 1987      | Por amor                               |                                        |
| 1987      | Cuando llega la noche                  |                                        |
| 1987      | Mi sangre aunque plebeya               |                                        |
| 1986      | Los dueños del poder                   |                                        |
| 1985      | Gloria                                 | (Storia della domenica)                |
| 1984      | Camino cerrado                         |                                        |
|           | Amalia                                 | Amalia                                 |
| 1983      | La pezuña del diablo                   | María Cándida                          |
| 1982      | El hombre de negro                     | La frívola                             |
| 1981      | La tía Julia y el escribidor           |                                        |
| 1980      | Bolívar, el hombre de las dificultades | Manuela Sáenz.                         |
| 1979      | Córdova                                | Manuela Morales                        |
| 1979      | Los novios                             |                                        |
| 1978      | Lejos del nido                         | Filomena                               |
| 1975      | La vorágine                            | Alicia                                 |
| 1975      | La feria de las vanidades              |                                        |
| 1973      | Caminos de Gloria                      |                                        |
| 1971      | El fantasma de Canterville             |                                        |

### Cinema
| Anno | Titolo                   | Personaggio                  |
| ---- | ------------------------ | ---------------------------- |
| 2021 | Encanto                  | Alma "nonna" Madrigal (voce) |
| 2019 | Amalia                   | Elena                        |
| 2019 | El que se enamora pierde | Il "capo"                    |
| 2017 | Los Oriyinales           |                              |
| 1972 | María                    |                              |

## Programma televisivo
| Anno      | Nome                    |
| --------- | ----------------------- |
| 2022      | The Suso's Show         |
| 2019      | La gran carpa           |
| 2005-2009 | Día a día               |
| 2002-2004 | Protagonistas de novela |
| 2000-2001 | Las tardes de María C.  |
| 1998-2000 | Maria C. contigo        |

## Teatro musicale
- La Mujer del año
- Sugar
- La Invencible Molly Brown
- Peter Pan
- Música maestro (1990)
- Los caballeros las prefieren rubias

## Riconoscimenti

### Premios TVyNovelas
| Anno | Categoria                                      | Telenovela, Serie o Programma | Risultato       |
| ---- | ---------------------------------------------- | ----------------------------- | --------------- |
| 2015 | Miglior attrice antagonista in una telenovela  | La suegra                     | Candidato/a     |
| 2000 | Miglior conduttrice di notizie                 | Noticiero de las 7            | Candidato/a     |
| 1997 | Miglior attrice protagonista in una telenovela | Dos Mujeres                   | Vincitore/trice |
| 1995 | Miglior conduttore / conduttrice di notizie    | Noticiero CM&                 | Vincitore/trice |
| 1994 | Miglior conduttore / conduttrice di notizie    | Noticiero CM&                 | Vincitore/trice |

### Altri premi ottenuti
| Anno | Premio                | Categoria                                                                                    | Risultato       |
| ---- | --------------------- | -------------------------------------------------------------------------------------------- | --------------- |
| 2020 | Premio India Catalina | Carriera come attrice                                                                        | Vincitore/trice |
| 1997 | Premio Simón Bolívar  | Miglior attrice                                                                              | Vincitore/trice |
| 1997 | Ordine Simón Bolívar  | Carriera come attrice                                                                        | Vincitore/trice |
| 1997 | Gloria televisiva     | 50 anni di televisione colombiana                                                            | Vincitore/trice |
| 1997 | Targa premio Caracol  | Una delle migliori attrici colombiane, nel contesto del 50º anniversario della TV colombiana | Vincitore/trice |